# Віколунго
Віколунго, Віколунґо (італ. Vicolungo, п'єм. Vich Longh) — муніципалітет в Італії, у регіоні П'ємонт,  провінція Новара.
Віколунго розташоване на відстані близько 520 км на північний захід від Рима, 80 км на північний схід від Турина, 13 км на захід від Новари.
Населення — 873 особи (2014).
Щорічний фестиваль відбувається 16 серпня. Покровитель — святий Рох.

## Демографія
Населення за роками:

Станом на 1 січня 2023 року в муніципалітеті офіційно проживало 87 іноземців з 15 країн, серед них 18 громадян країн Євросоюзу та 10 громадян України.

## Сусідні муніципалітети
- Арборіо
- Б'яндрате
- Казаледжо-Новара
- Ландьона
- Манделло-Вітта
- Речетто
- Сан-П'єтро-Мозеццо